# Aiakas
Aiakas – rodzaj ryb promieniopłetwych z rodziny węgorzycowatych (Zoarcidae).

## Zasięg występowania
Rodzaj obejmuje gatunki występujące w południowo-zachodnim Oceanie Atlantyckim.  

## Systematyka

### Etymologia
Aiakas: w mitologii greckiej Ajakos (gr. Αἰακός Aiakós, łac. Aeacus) był królem Myrmidonów i jednym z trzech sędziów zmarłych w Hadesie.

### Podział systematyczny
Do rodzaju należą następujące gatunki: 
- Aiakas kreffti Gosztonyi, 1977
- Aiakas zinorum Anderson & Gosztonyi, 1991